# 铜带省
铜带省是位于赞比亚中部的一个省，包含富含矿产资源的铜带区域，以及南部的农业区和灌木林区。在英属殖民统治时期，铜带省是北罗得西亚（赞比亚前身）的经济支柱，并支撑了赞比亚独立初期的经济发展，但其经济地位在1973年全球铜价暴跌后遭到重创。铜带省与刚果民主共和国的上加丹加省接壤，后者同样矿产资源丰富。
铜带省的主要城市和城镇包括首府恩多拉（Ndola），以及基特韦（Kitwe）、穆富利拉（Mufulira）、卢安夏（Luanshya）、钦戈拉（Chingola）、卡卢卢希（Kalulushi）和奇利拉博姆韦（Chililabombwe）。公路和铁路交通向北延伸至刚果的卢本巴希（Lubumbashi），但第二次刚果战争曾一度使两国之间的经济往来陷入停滞，目前正在逐步恢复中。
该省有时被非正式地称作“Copala”或“Kopala”，是对该省所产矿物“铜”（copper）的一种本地方言式称呼。

## 人口特征
| 项目           | 2010       | 2022       | 变化    |
| -------------- | ---------- | ---------- | ------- |
| 人口（赞比亚） | 13,092,666 | 19,610,769 | +49.75% |
| 人口（铜带省） | 1,972,317  | 2,768,192  | +40.35% |
| 男性人数       | 981,887    | 1,361,013  | +38.59% |
| 女性人数       | 990,430    | 1,407,179  | +42.09% |
| 人口密度       | 63         | 88.4       | +40.35% |

根据2022年赞比亚人口普查数据，铜带省的人口为2,768,192，为全国第二人口大省，占全国总人口19,610,769的14.12%，人口密度为每平方公里88.4人。其中男性1,361,013人，女性1,407,179人，性别比例为0.967。

## 行政管理体系
省级行政机构以行政管理为目的设立，由总统任命的部长领导，各省设有中央政府下辖相应部门。省级行政负责人是常务秘书，由总统任命。此外，还有副常务秘书、各政府部门负责人以及省级公务员。
铜带省分为十个区，分别为：奇利拉隆布韦区（Chililalombwe District）、钦戈拉区（Chingola District）、卡卢卢希区（Kalulushi District）、基特韦区（Kitwe District）、卢安夏区（Luanshya District）、卢富万亚马区（Lufwanyama District）、马塞塔区（Masaita District）、姆彭戈韦区（Mpongwe District）、穆富利拉区（Mufulira District）、恩多拉区（Ndola District）。各区政府所在地与区名相同。
全省共有十个地方议会（councils），每个议会由一名选举产生的代表（议员）领导，任期为三年。议会的行政人员由地方政府服务委员会（Local Government Service Commission）从区内或区外选聘。省政府办公室设在各区政府所在地，配有省级地方政府官员和审计人员。各地方议会负责筹集和征收地方税，其预算每年须在年终预算之后进行审计并提交。议员不领取工资，但可从议会获得津贴。
铜带省是一个以城市为主的省份，拥有三个城市议会。政府规定地方议会需履行63项不同职能，其中多数涉及基础设施管理和地方行政事务。地方议会需负责维护各自的社区中心、动物园、公园、排水系统、游乐场、公墓、房车营地、图书馆、博物馆和艺术画廊等。此外，议会还需与特定政府部门合作，协助开展农业、自然资源保护、邮政服务、医院、学校和学院的设立与管理等工作。议会还需制定相关方案以鼓励社区参与。
13°S 28°E / 13°S 28°E
1. ↑   (PDF) (报告). Lusaka: Central Statistical Office, Republic of Zambia: A6–7. 1970  [2016-10-16]. （原始内容 (PDF)存档于2015-10-26）.
2. ↑   (报告). Lusaka: Central Statistical Office, Republic of Zambia: 6. 2003. （原始内容存档于2016-10-14）.
3. ↑   (PDF) (报告). Lusaka, Zambia: Zambia Statistic Agency. 2022.
4. ↑   (PDF) (报告). Common Wealth Local Government Forum: 218–220.   [16 October 2016].